# Waschhaus (Donnemarie-Dontilly)

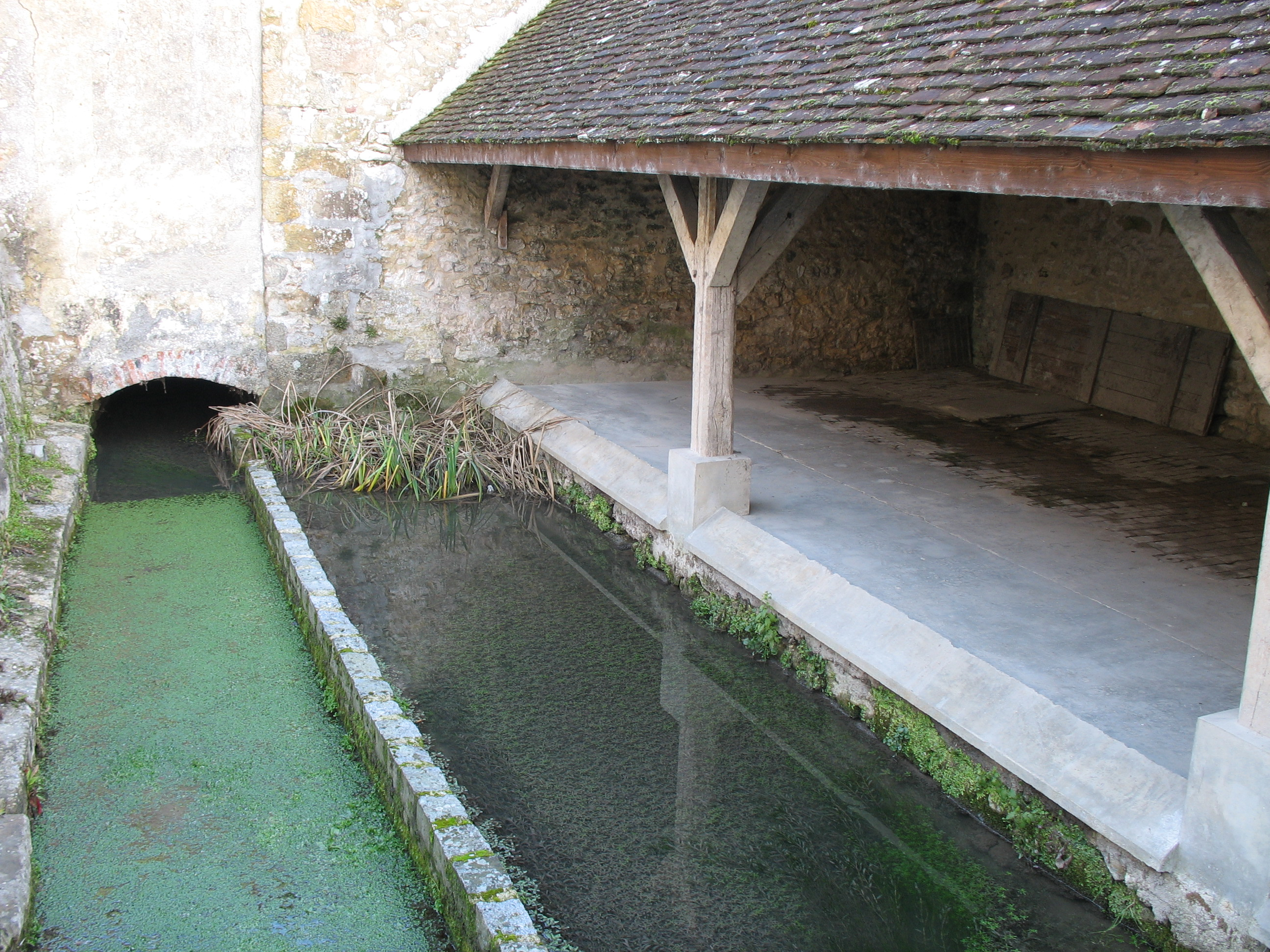
Waschhaus in Donnemarie-Dontilly

Das Waschhaus (französisch lavoir) in Donnemarie-Dontilly, einer französischen Gemeinde im Département Seine-et-Marne in der Region Île-de-France, wurde im 19. Jahrhundert errichtet. Das Waschhaus steht an der Rue Cottereau. 
Vor dem Gebäude mit Pultdach wurde ein längliches Wasserbecken errichtet, das von einem Bach mit Wasser versorgt wird.